# Primera universidad de América
La primera universidad de América es la institución origen de la educación superior universitaria en el Nuevo Mundo. Esta surge oficialmente en el siglo XVI en el Imperio español, a través de la fundación de la Universidad Nacional Mayor de San Marcos el 12 de mayo de 1551, la cual se dio con autorización real, a través de una Real Provisión y Real Cédula emitida por el rey Carlos I de España y V del Sacro Imperio Romano Germánico. Esta institución, referida inicialmente como la «Real Universidad de Lima», sería por aquel entonces el principal centro educativo del Virreinato del Perú, y es además considerada en la actualidad la universidad más antigua de América, al ser la única universidad americana del siglo XVI que ha mantenido un continuo funcionamiento. Además de la anterior institución, también existe una primacía extraoficial por parte de la Universidad Santo Tomás de Aquino, la cual indicó tener una prioridad entre las universidades americanas en base en una bula de Paulo III del 28 de octubre de 1538. Sin embargo, esta no contó con autorización real, ni por Real Cédula ni Real Provisión, por lo cual su fundación no se considera oficial. En el siglo XVIII, el rey Fernando VI prohibiría explícitamente a esta universidad denominarse primada. En el siglo XIX, esta universidad sería clausurada en el contexto de conflictos internos de la República Dominicana.

## Universidad Nacional Mayor de San Marcos (1551 - presente)
La Universidad Nacional Mayor de San Marcos de Perú es reconocida como la universidad más antigua de América, al ser la universidad que más tiempo ha funcionado ininterrumpidamente desde su fundación. Así también es reconocida por ser la primera universidad fundada "oficialmente" con autorización real, Real Cédula y Real Provisión. Sin embargo, existe cierta discusión sobre su calificación como la primera institución de educación superior de América desde 1549.
Los reconocimientos a la Universidad de San Marcos son dos:
- El ser la primera universidad creada "oficialmente", Real Cédula, y por mandato de la Corona española, Real Provisión, el 12 de mayo de 1551. Es así la primera universidad de América que fue oficial y solemnemente constituida, es decir, con todas las formalidades reales y canónicas exigidas en la época.
- Ser la única de las universidades fundadas durante el siglo XVI que ha operado sin interrupciones hasta el día de hoy. Esto último resulta de relevancia, debido a que muchas universidades americanas fueron cerradas durante las guerras de independencia hispanoamericanas o, con posterioridad, debido a conflictos internos.

Al respecto, la Real Cédula de la Universidad de San Marcos indica su fundación oficial el 12 de mayo de 1551:

«DON CARLOS por la Divina Clemencia, Emperador siempre Augusto, Rey de Alemania. Doña Juana su Madre, y el mismo Don Carlos por la gracia de Dios, Reyes de Castilla, de León, de Aragón, de las dos Cicilias, de Jerusalén, de Navarra, de Granada, de Toledo, de Valencia, de Galicia, de Mallorcas, de Sevilla, de Cerdeña, de Córdova, de Córcega, de Murcia, de Jaén, de los Algarves, de Algezira, de Gibraltar, de las Islas Canarias, de las Indias, Islas, é Tierra Firme del Mar Océano, Condes de Flandes, y de Tirol, &. Por quanto Fray Thomas de Sant- Martín de la Orden de Santo Domingo, Provincial de la dicha Orden en las Provincias del Perú, nos ha hecho relación, que en la Ciudad de los Reyes de las dichas Provincias está hecho, y fundado un Monasterio de su Orden en el cual ay buen aparejo para se hazer Estudio General el qual sería muy provechoso en aquella tierra: porque los hijos de los Vecinos de ella, serían doctrinados, y enseñados, y cobrarían abilidad, é nos suplicó fuessemos servidos de tener por bien, que en el dicho Monasterio oviesse el dicho Estudio General con los privilegios, franquezas, y livertades, que ha, y tiene el Estudio y Universidad de la Ciudad de Salamanca, ó como la nuestra merced fuesse, y nos por el bien y ennoblecimiento de aquella tierra, hemoslo havido por bien por ende por la presente tenemos por bien, y es nuestra merced, y voluntad, que en el dicho Monasterio de Santo Domingo de la Ciudad de los Reyes, por el tiempo que nuestra voluntad fuere, entre tanto se dá orden como esté en otra parte donde más convenga en la dicha Ciudad pueda haver, y aya el dicho Estudio General, el qual tenga, y goze de todos los privilegios, franquezas y excepciones, que tiene, y goza el Estudio de la dicha Ciudad de Salamanca, con tanto q. en lo que toca á la jurisdicción, se guarde, y esté como ahora está, y que la Universidad de el dicho Estudio no execute jurisdicción alguna, é con los que allí se graduaren no gozen la livertad, que el Estudio de Salamanca tiene de no pechar los allí graduados. Y mandamos al nuestro Presidente, y Oydores de la nuestra Audiencia Real de las dichas Provincias del Perú, y otras qualesquier nuestras Justicias de ellas, y de las otras Islas, y Provincias de nuestras Indias, que guarden, y cumplan esta nuestra Carta, y lo en ella contenido, y contra el thenor, y forma de ella, ni de lo en ella contenido no vayan, ni passen, ni consientan ir, ni passar en tiempo alguno, por alguna manera. Dada en la Villa de Valladolid a doce dias del mes de Mayo de mil quinientos cinquenta y un años.»
Real cédula del rey Carlos I de España y V del Sacro Imperio Romano Germánico, 12 de mayo de 1551.

La Universidad de San Marcos recurre, además, al Archivo General de Indias, que contiene documentos del período colonial español entre el siglo XVI hasta el siglo XVIII, donde no existen documentos oficiales anteriores a 1551 que reconozcan a una universidad o institución de educación superior anterior a la Universidad de San Marcos. Por otro lado, la Universidad Nacional Mayor de San Marcos es la única universidad de entre las dos que ha tenido un funcionamiento ininterrumpido desde su fundación, razón por la cual no entra en el debate de los historiadores el asunto de su continuidad.

## Universidad de Santo Tomás de Aquino (1558 -sigloXIX)
La Universidad Santo Tomás de Aquino en la República Dominicana tiene una prioridad entre las universidades de América basándose en la bula In Apostolatus Culmine de Paulo III del 28 de octubre de 1538, pero no contó con el pase regio del rey Carlos I de España, es decir, aprobación real, razón por la cual se estima que, jurídicamente, no tuvo efecto. El 2 de agosto de 1758, el rey Fernando VI de España emitiría una Real Cédula prohibiendo a la Universidad de Santo Tomás autodenominarse la primada de América, al no corresponderle tal atribución histórica por encima de las universidades de San Marcos de Lima, México y otras de América. Este documento en mención indica lo siguiente:

«EL REY. Venerable y devoto Padre Rector de la Universidad de la Compañía de Jesús, de la ciudad de Santo Domingo, en la Isla Española. Por parte del Padre Jaime de Torres, de la misma Compañía, y Procurador general de las Provincias de Santa Fee y Quito, se me ha representado que por mi Real Cédula de veinte y seis de Mayo de mil setecientos quarenta y siete, fuy servido de erigir en Universidad ese Colegio, trasladando a él las facultades, privilegios y rentas que gozaba la que por otra de veinte y tres de Febrero del año de mil quinientos cincuenta y ocho, se fundó en el de Gorjon; y sin embargo de que el Convento de Santo Domingo de esa propria Ciudad no tenía Título para continuar en la posesión en que avía estado de Universidad, por no aver exsivido la Bula original de erección, y aunque lo huviera executado le faltaba mi Real condescendencia y el Pase de mi Consejo de las Indias para su uso, sin lo qual no podía tenerle en esos mis Dominios: asentí igualmente á la súplica de que el enunciado convento fuese también erigido en Universidad y Estudio General, como todo mas difusamente consta de la enunciada Real Cédula de veinte y seis de Mayo de mil setecientos quarenta y siete; y aunque por ella fuy servido, al parecer, de dar el primer lugar a la de vuestro cargo, no solo por aver hecho mención de ella y de sus privilegios antes que la de Santo Thomas; sino porque respecto de aquella, se cita la mencionada Real Cédula del año mil quinientos cincuenta y ocho, de que carece la referida de Santo Thomas, como del Pase necesario de su Bula: no obstante la de vuestro cargo, observantissima de la paz y union que debe reynar entre las dos Religiones, y fue el fin esplicado en la citada mi Real Cédula del año mil setecientos quarenta y siete; y teniendo presente el respeto que se me debe, y que es propria mia la prerrogativa de declarar semejantes preferencias y primacías, jamas presumió apropiarse el Título de Universidad primaria, persuadida a que igualmente se abstendría de él la de Santo Thomas, arreglandose a los mismos dictamenes de la paz; pero que vio frustradas estas bien fundadas esperanzas el año próximo pasado, quando por el mes de Junio en Asertos de convite para publicar Conclusiones y en Carta que os escrivió, se tituló Universidad Primada de las Indias; injuriando en esto no solo a la de vuestro cargo, sino también a las de México y Lima y otras de la America; y que por no usado hasta entonces os causó novedad; pero que porque no pareciese que autorizabais con el disimulo la primacía que no tiene, ni Yo le avía concedido a la de Santo Thomás, os considerasteis obligado a contradecir el enunciado Título, protextando de que no admitiriais los Asertos, si no se borraba lo de Primada, como consta del Testimonio del Secretario de la vuestra que presentaba; y sin embargo de que por ésta solo se desea la paz entre las dos Religiones, como se mantiene en las Ciudades de Santa Fee y Quito, en donde tienen Universidad ambas, sin que ninguna piense en intitularse primaria o más antigua, me suplicaba fuese servido de dar la providencia que fuese de mi Real agrado, para que se eviten los disturvios e inconvenientes, y se desarraygue el principio de la discordia, declarando qual de las dos Universidades ha de gozar la antigüedad y preferencia, o si deben ambas abstenerse de usar el Título de Primera o más antigua, a fin de que quede como inviolable Ley establecido en lo sucesivo desde ahora lo que Yo determinare. Y aviendose visto la referida en mi Consejo de las Indias, con lo que en su inteligencia y de otra representación vuestra que se ha presentado en él, con fecha de treinta de Julio del citado año próximo pasado, en que con justificacion dais cuenta de este nuevo acaecimiento, expuso mi Fiscal; ha parecido declarar, como por la presente Real Cedula declaro, no competer a la mencionada Universidad del Colegio de Santo Thomas el Título de Primada, ni otro alguno que denote anterioridad o preheminencia a la de vuestro cargo, ni a esta respecto de aquella; y de consiguiente, que fue justo y bien fundado vuestro reparo, y en su consecuencia rogaros y encargaros (como lo executo) que en lo subcesivo se arreglen ambas a lo que se ha practicado desde el recibo de la mi citada Real Cédula de ereccion, hasta el acto de la novedad que dió motivo a esta instancia, previniendoos observeis y guardeis por vuestra parte y todos los demás vuestros succesores en el mismo cargo aquella paz y buena armonia que corresponde, para el logro de los loables fines de su Institución y mayor aprovechamiento de sus alumnos y cursantes, en que tanto se interesa la causa publica y mi Real servicio; en inteligencia de que por Despacho de este dia se previene al Rector de la de Santo Thomas lo conveniente al proprio fin, por ser asi mi voluntad. Fecho en Aranjuez, a dos de Agosto de mil setecientos cincuenta y ocho.»
Real cédula del rey Fernando VI de España, 2 de agosto de 1758.

Siglos después, la Universidad de Santo Tomás de Aquino sería clausurada a inicios del siglo XIX por motivo de las guerras internas acontecidas en República Dominicana. La Universidad Autónoma de Santo Domingo fue fundada, como tal, el 16 de noviembre de 1914 con el objetivo de concretar la reapertura de la Universidad Santo Tomás de Aquino, fundada por bula papal el 28 de octubre de 1538 (y oficialmente por Real Cédula el 23 de febrero de 1558), y clausurada en el siglo XIX.